# Chosuke Ikariya
Chosuke Ikariya いかりや長介 (Ikariya Chōsuke?) (Tokyo, 1º novembre 1931 – Minato, 20 marzo 2004) è stato un comico, attore e cantante giapponese. 
Era il leader del gruppo comico The Drifters, in cui usava lo pseudonimo "Chō-san" (長さん?).

## Biografia

### 1931–1962: Infanzia e primi anni
Chōsuke Ikariya nacque come Chōichi Ikariya (碇矢長一?, Ikariya Chōichi) il primo novembre 1931 a Tokyo, Giappone. Durante la guerra la sua famiglia si trasferì da Sumida nella campagna della prefettura di Shizuoka. Iniziò a lavorare come operaio in una fabbrica, suonando contemporaneamente il contrabbasso ed esibendosi in bande di ottoni. Ottenne un impiego regolare nel gruppo Jimmie Tokita & His Mountain Playboy, che suonava nella basi G.I. e aveva tra le sue file il chitarrista Takeshi Terauchi.

### 1962–1969: The Drifters
Nel 1962, Ikariya entrò nei The Drifters, un aspirante gruppo musicale pop che alternava esecuzioni di pezzi rock and roll e sketch comici. Nei due anni successivi, egli fu l'unico membro a restare (laddove gli altri della line-up originale abbandonarono rapidamente il progetto), divenendo il leader della formazione definitiva, che contava cinque persone, nonché autore principale del materiale comico.
Nel 1966, The Drifters apersero per i Beatles al Nippon Budokan Hall di Tokyo.

### 1969–1985:Hachiji dayo, Zenin Shugo!
Nel 1969, un produttore della TBS offrì a Ikariya e ai Drifters la possibilità di essere ospiti fissi in uno spettacolo settimanale. Ikariya era scettico, ma alla fine accettò e il suo programma divenne molto popolare, Hachiji dayo, Zenin Shugo!. Il suo umorismo sobrio e la sua comicità slapstick lo resero popolare tra i bambini. Dopo la fine dello spettacolo nel 1985, Ikariya lasciò i Drifters e tutti i membri continuarono a perseguire i propri obiettivi in solitaria.

### Carriera come attore
Dopo una comparsata nel 1987 nel Taiga drama Dokuganryu Masamune, cominciò la sua carriera da attore.
Ikariya aveva già ottenuto l'adorazione del pubblico interpretando una varietà di ruoli paterni in televisione e nei film. Nel 1990 recitò ad esempio nel lungometraggio di Akira Kurosawa Sogni. La sua parte nel dramma Odoru Daisōsasen, da cui furono tratti due film, gli fece vincere un Japanese Academy Award.

### Morte
Chōsuke Ikariya morì il 20 marzo 2004 a 72 anni per un cancro ai linfonodi.

## Vita privata
Ikariya si è sposato due volte: il primo matrimonio nel 1962 fu con una donna dalla quale ebbe due figli Mayumi Ikariya (1963) e Koichi Ikariya (1969). Chosuke Ikariya divorziò dalla moglie nel 1978 che contrasse la tubercolosi. Si risposò con Etsuko il 27 febbraio 1979 che si frequentava da molto tempo la coppia rimase unita fino alla morte di lei per suicidio il 15 febbraio 1989.

## Riconoscimenti
- Japanese Academy Awards per il miglior attore non protagonista per Odoru daisosasen – The Movie (1999)[4]

## Filmografia

### Cinema
- Yume wa yoru hiraku (1967) - Apache
- Nani wa naku tomo zen'in shûgô!! (1967)
- Tenamonya yurei dochu (1967) - Doeman Togashi
- Dorifutazu desu yo! Zenshin zenshin matazenshin (1967)
- Dorifutazu desu yo! Totte totte torimakure (1967)
- Dorifutazu desu yo! Bôken bôken mata bôken (1968)
- Ii yu dana zenin shûgô!! (1969)
- Miyo-chan no tame nara zen'in shûgô!! (1969) - Chôkichi
- Dorifutazu desu yo! Zenin totsugeki (1969)
- Dorifutazu desu yo! Tokkun tokkun mata tokkun (1969)
- Onsen gerira dai shogeki (1970)
- Kigeki migimuke hidari! (1970)
- Kigeki kinô no teki wa kyô mo teki (1971)
- Za.Dorifutazu no kamo da!! Goyo da!! (1975) - Chokichi Ikari
- Seigida! Mikatada! Zeninshugo!! (1975) - Chotaro ikari
- Sogni (1990) - Demone che piange
- Musuko (1991) - Jirō Katō
- Nagareita shichinin (1997) - Kihachi Mita
- Odoru daisosasen – The Movie (1998) - Heihachiro Waku
- 39 keihô dai sanjûkyû jô (1999) - Patient
- Go-Con! Japanese Love Culture (2000) - Chef
- Kawa no nagare no yō ni (2000) - Morishita
- Shiawase kazoku keikaku (2000) - Yuko's father
- Bayside Shakedown 2 (2003) - Heihachiro Waku
- My Lover Is a Sniper: The Movie (2004) - Gantaro Endoji

### Drammi televisivi
- Dokuganryu Masamune (1987) - Oniniwa Yoshinao
- Bayside Shakedown (1997, TV Movie) - Heihachiro Waku
- When the Saints Go Marching In (1998)
- Yomigaeru kinrō (1999) - Mogi
- Black Jack II (2000, TV Movie)
- Namida o fuite (2000) - Yuichiro Murata
- Shiroi Kage (2001) - Yoshizou Ishikura
- Gakkō no sensei (2001) - Chochiro asakura
- Psycho Doctor (2002) - Famous psychologist
- Anata no tonari ni dare ka iru (2003) - Goro Kazuma
- Good Luck!! (2003)